# Cryptonanus
Cryptonanus es un género de marsupiales de la familia Didelphidae. Recientes estudios realizados por Voss y colaboradores, han demostrado que todas las especies del género Gracilinanus no forman un grupo monofilético, sino que constituyen dos géneros distintos dentro de la familia Didelphidae.

## Zoogeografía
Estos pequeños marsupiales, se distrbuyen por los espacios arbolados del centro y este de Sudamérica, en los territorios de Argentina, Bolivia, Brasil, Paraguay y Uruguay.

## Faneróptica y anatomía
- Son pequeños marsupiales cuya masa corporal no alcanza los 50 g.
- La superficie ventral del rinario presenta dos surcos poco profundos a cada lado del surco medial.
- Una estrecha máscara más oscura que el resto de la cara enmarca cada ojo, pero no existe una línea media cruzando el rostro.
- El pelo, grisáceo o pardo-rojizo es más oscuro en las regiones dorsales.
- Los dedos tercero y cuarto de las manos son más largos que el segundo y el quinto, y las garras de todos ellos no suelen sobrepasar las almohadillas palmares. El cuarto dedo de los pies es más largo que los demás.
- Las hembras carecen de marsupio y el número y disposición de mamas varía entre las especies.
- La cola es escamosa, y aunque aparentemente desnuda, está cubierta por pelos cortos y ralos.

## Rol ecológico
La única especie uncluída en los listados de la IUCN es la marmosa de vientre rojo (Cryptonanus ignitus), que 
aparece como especie extinguida desde 1962 debido a la tala indiscriminada de su hábitat. Un gran porcentaje del hábitat donde este espécimen se encontraba fue transformado en zona agrícola e industrial y a pesar de las búsquedas en las últimas décadas de esta especie, no se ha logrado encontrar ningún espécimen.

## Especies del género

### Cryptonanus agricolai
- Autor: 
  - (Moojen, 1943)
- Nombres vernáculos en español: 
  - Marmosa grácil de Agrícola
- Sinonimia:
  - Gracilinanus agricolai
  - Gracilinanus emiliae agricolai
  - Marmosa agricolai
  - Thylamys agricolai
- Subespecies:
- Distribución geográfica:
  - Estado de Ceara, en el este de  Brasil

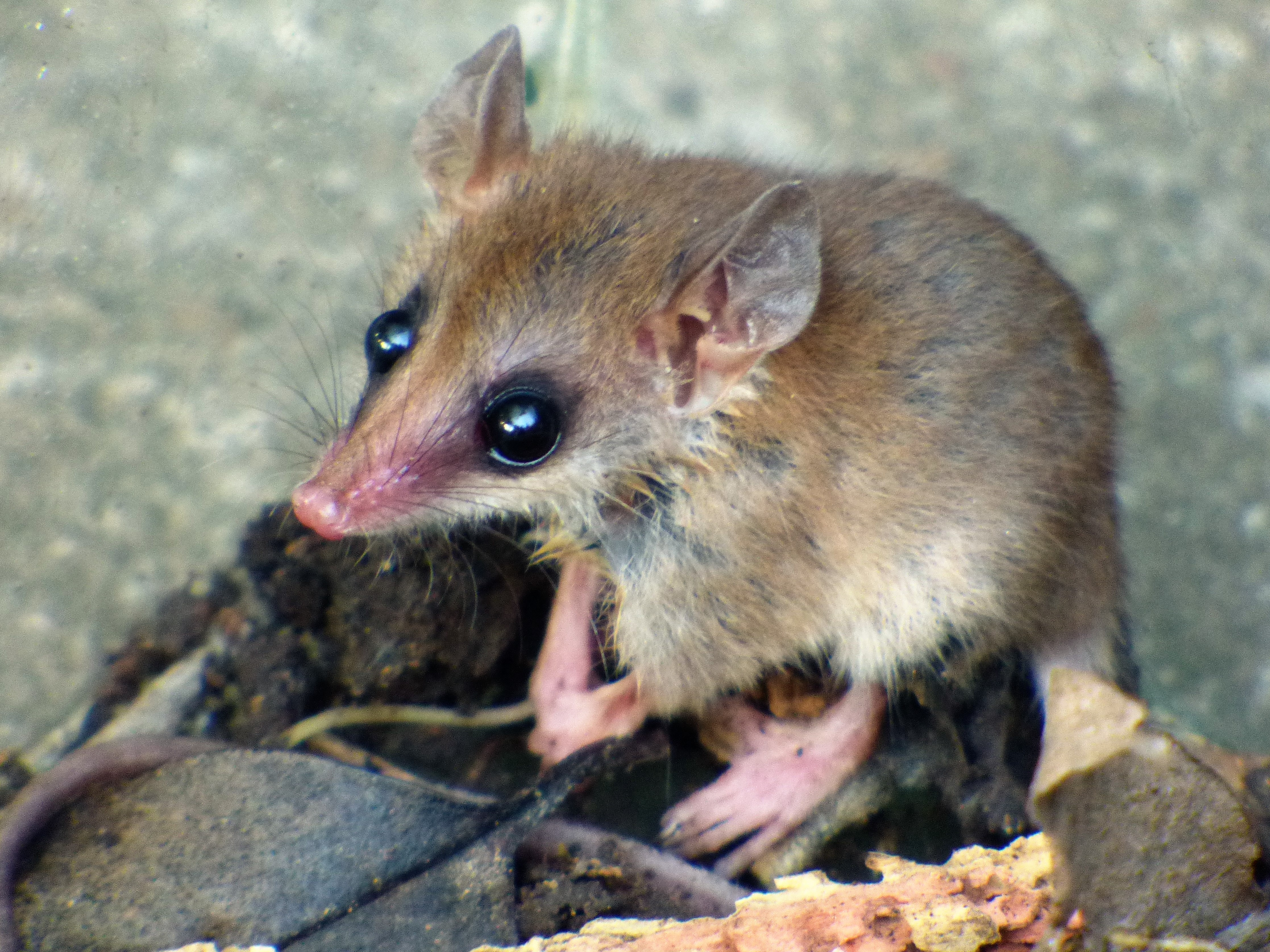
Ejemplar de Cryptonanus en Uruguay. Fotografía del MNHN.

- Estado de conservación:
  - Desconocido
- Particularidades:

### Cryptonanus chacoensis
- Autor: 
  - (Waterhouse, 1939
- Nombres vernáculos en español: 
  - Marmosa grácil de El Chaco
- Sinonimia:
  - Gracilinanus agilis chacoensis
  - Gracilinanus chacoensis
- Subespecies:
- Distribución geográfica:
  - Región del Gran Chaco en  Argentina,  Paraguay y  Uruguay
- Estado de conservación:
  - Desconocido
- Particularidades:

### Cryptonanus guahybae
- Autor: 
  - (Tate, 1931)
- Nombres vernáculos en español: 
  - Marmosa grácil de Río Grande do Sul
- Sinonimia:
  - Gracilinanus guahybae
  - Gracilinanus microtarsus guahybae
- Subespecies:
- Distribución geográfica:
  - Río Guahyba, Río Grande do Sul, en  Brasil
- Estado de conservación:
  - Desconocido
- Particularidades:

### Cryptonanus ignitus
- Autor: 
  - (Díaz, Flores y Bárquez, 2002)
- Nombres vernáculos en español: 
  - Marmosa grácil de vientre rojo
- Sinonimia:
  - Gracilinanus ignitus
- Subespecies:
- Distribución geográfica:
  - Provincia de Jujuy en  Argentina
- Estado de conservación:
  - Desconocido
- Particularidades:

### Cryptonanus unduaviensis
- Autor: 
  - (Tate, 1931)
- Nombres vernáculos en español: 
  - Marmosa grácil boliviana
- Sinonimia:
  - Gracilinanus agilis unduavensis
  - Gracilinanus unduavensis
- Subespecies:
- Distribución geográfica:
  - Mitad nororiental de  Bolivia
- Estado de conservación:
  - Desconocido
- Particularidades: